# Spongiforma
O Spongiforma é um gênero de fungos semelhantes a esponjas da família Boletaceae. Descrito pela primeira vez em 2009, o gênero contém duas espécies: S. thailandica e S. squarepantsii. A espécie-tipo, S. thailandica, é conhecida apenas do Parque Nacional Khao Yai, na região central da Tailândia, onde cresce no solo de florestas antigas dominadas por árvores Dipterocarpaceae. Os basidiomas emborrachados, que têm um forte odor de alcatrão de hulha semelhante ao da Tricholoma sulphureum, consistem em várias cavidades internas revestidas com tecido produtor de esporos. A espécie S. squarepantsii, descrita como nova para a ciência em 2011, é encontrada na Malásia; produz basidiomas laranja emborrachados, semelhantes a esponjas, com odor frutado ou almiscarado. A origem do epíteto específico deriva de sua semelhança com o personagem de desenho animado Bob Esponja Calça Quadrada. Esses basidiomas, como uma esponja, retomam sua forma original se a água for espremida.  Além das diferenças na distribuição, a S. squarepantsii difere da S. thailandica em sua cor, odor e estrutura dos esporos.

## Descrição
Os basidiomas das espécies de Spongiforma têm uma forma semelhante a um cérebro ou a uma esponja e crescem na superfície do solo. Eles não têm um estipe, nem perídio. As pequenas cavidades (lóculos) do basidioma têm contorno irregular e medem entre 2 e 20 mm de diâmetro. Elas são revestidas por um himênio (tecido portador de esporos) liso, de cor laranja-acinzentada a marrom ou marrom-avermelhada, com cristas estéreis que variam de branco a creme. A columela (uma estrutura semelhante a uma coluna que se estende até o basidioma) é pouco desenvolvida, em forma de pera, de cor creme e presa na base a rizomorfos brancos.
A esporada é marrom a marrom-vinácea; os esporos têm forma de amêndoa, bilateralmente simétricos e finamente enrugados. Os esporos apresentam um apículo central (uma região que já foi anexada aos esterigmas na extremidade de um basídio) e um pequeno poro apical. Os esporos são marrom-avermelhados na água, cinza-violeta em hidróxido de potássio a 3%, não amiloides [en] e cianofílicos (tornando-se vermelhos no corante acetocarmina). Os basídios têm quatro esporos e não descarregam os esporos forçadamente. Os cistídios são comuns nas bordas dos lóculos estéreis; são hialinos (translúcidos) e variam de forma cilíndrica a ventricosa (inchada no meio) ou rostrada (com uma probóscide semelhante a um bico). As hifas da carne são gelatinosas e não amiloides. As fíbulas estão ausentes nas hifas.

## Taxonomia
A espécie-tipo S. thailandica foi descrita cientificamente pela primeira vez em 2009 por Egon Horak, Timothy Flegel e Dennis E. Desjardin, com base em espécimes coletados em julho de 2002 no Parque Nacional Khao Yai, na região central da Tailândia, e aproximadamente três anos depois no mesmo local. Antes disso, a S. thailandica havia sido relatada e ilustrada em uma publicação tailandesa de 2001 como uma espécie não identificada de Hymenogaster.
A S. squarepantsii foi descrita cientificamente pela primeira vez em 2011, na revista Mycologia, por uma equipe liderada por Desjardin, Kabir Peay e Thomas Bruns. A descrição foi baseada em dois espécimes coletados por Bruns em 2010 no Parque Nacional Lambir Hills, em Sarawak, Malásia. A espécie foi mencionada pela primeira vez na literatura científica em 2010 em um estudo dos cogumelos ectomicorrízicos em uma floresta tropical de Dipterocarpaceae em Lambir Hills, embora não tenha sido formalmente descrita nessa publicação.
O nome do gênero Spongiforma refere-se à natureza esponjosa do basidioma. O epíteto específico thailandica denota o país no qual a espécie tipo é encontrada; o epíteto squarepantsii homenageia o conhecido personagem de desenho animado Bob Esponja Calça Quadrada. O epíteto incomum atraiu a atenção da espécie na imprensa popular.

## Filogenia e classificação
|  | Boletus violaceofuscus                                                  |
|  |                                                                         |
|  | \| \| Boletus separans \| \| \| \| \| \| Boletus gertrudiae \| \| \| \| |
|  |                                                                         |
|  | Boletus separans                                                        |
|  |                                                                         |
|  | Boletus gertrudiae                                                      |
|  |                                                                         |

|  | Boletus separans   |
|  |                    |
|  | Boletus gertrudiae |
|  |                    |

|  | Boletus violaceofuscus                                                  |
|  |                                                                         |
|  | \| \| Boletus separans \| \| \| \| \| \| Boletus gertrudiae \| \| \| \| |
|  |                                                                         |
|  | Boletus separans                                                        |
|  |                                                                         |
|  | Boletus gertrudiae                                                      |
|  |                                                                         |

|  | Boletus separans   |
|  |                    |
|  | Boletus gertrudiae |
|  |                    |

|  | Strobilomyces sp.                                                             |
|  |                                                                               |
|  | \| \| Strobilomyces floccopus \| \| \| \| \| \| Strobilomyces sp. \| \| \| \| |
|  |                                                                               |
|  | Strobilomyces floccopus                                                       |
|  |                                                                               |
|  | Strobilomyces sp.                                                             |
|  |                                                                               |

|  | Strobilomyces floccopus |
|  |                         |
|  | Strobilomyces sp.       |
|  |                         |

|  | Spongiforma thailandica   |
|  |                           |
|  | Spongiforma squarepantsii |
|  |                           |

|  | Porphyrellus sordidus                                                                     |
|  |                                                                                           |
|  | \| \| Porphyrellus porphyrosporus \| \| \| \| \| \| Porphyrellus pseudoscaber \| \| \| \| |
|  |                                                                                           |
|  | Porphyrellus porphyrosporus                                                               |
|  |                                                                                           |
|  | Porphyrellus pseudoscaber                                                                 |
|  |                                                                                           |

|  | Porphyrellus porphyrosporus |
|  |                             |
|  | Porphyrellus pseudoscaber   |
|  |                             |

|  | Spongiforma thailandica   |
|  |                           |
|  | Spongiforma squarepantsii |
|  |                           |

|  | Porphyrellus sordidus                                                                     |
|  |                                                                                           |
|  | \| \| Porphyrellus porphyrosporus \| \| \| \| \| \| Porphyrellus pseudoscaber \| \| \| \| |
|  |                                                                                           |
|  | Porphyrellus porphyrosporus                                                               |
|  |                                                                                           |
|  | Porphyrellus pseudoscaber                                                                 |
|  |                                                                                           |

|  | Porphyrellus porphyrosporus |
|  |                             |
|  | Porphyrellus pseudoscaber   |
|  |                             |

|  | Strobilomyces sp.                                                             |
|  |                                                                               |
|  | \| \| Strobilomyces floccopus \| \| \| \| \| \| Strobilomyces sp. \| \| \| \| |
|  |                                                                               |
|  | Strobilomyces floccopus                                                       |
|  |                                                                               |
|  | Strobilomyces sp.                                                             |
|  |                                                                               |

|  | Strobilomyces floccopus |
|  |                         |
|  | Strobilomyces sp.       |
|  |                         |

|  | Spongiforma thailandica   |
|  |                           |
|  | Spongiforma squarepantsii |
|  |                           |

|  | Porphyrellus sordidus                                                                     |
|  |                                                                                           |
|  | \| \| Porphyrellus porphyrosporus \| \| \| \| \| \| Porphyrellus pseudoscaber \| \| \| \| |
|  |                                                                                           |
|  | Porphyrellus porphyrosporus                                                               |
|  |                                                                                           |
|  | Porphyrellus pseudoscaber                                                                 |
|  |                                                                                           |

|  | Porphyrellus porphyrosporus |
|  |                             |
|  | Porphyrellus pseudoscaber   |
|  |                             |

|  | Spongiforma thailandica   |
|  |                           |
|  | Spongiforma squarepantsii |
|  |                           |

|  | Porphyrellus sordidus                                                                     |
|  |                                                                                           |
|  | \| \| Porphyrellus porphyrosporus \| \| \| \| \| \| Porphyrellus pseudoscaber \| \| \| \| |
|  |                                                                                           |
|  | Porphyrellus porphyrosporus                                                               |
|  |                                                                                           |
|  | Porphyrellus pseudoscaber                                                                 |
|  |                                                                                           |

|  | Porphyrellus porphyrosporus |
|  |                             |
|  | Porphyrellus pseudoscaber   |
|  |                             |

|  | Boletus violaceofuscus                                                  |
|  |                                                                         |
|  | \| \| Boletus separans \| \| \| \| \| \| Boletus gertrudiae \| \| \| \| |
|  |                                                                         |
|  | Boletus separans                                                        |
|  |                                                                         |
|  | Boletus gertrudiae                                                      |
|  |                                                                         |

|  | Boletus separans   |
|  |                    |
|  | Boletus gertrudiae |
|  |                    |

|  | Boletus violaceofuscus                                                  |
|  |                                                                         |
|  | \| \| Boletus separans \| \| \| \| \| \| Boletus gertrudiae \| \| \| \| |
|  |                                                                         |
|  | Boletus separans                                                        |
|  |                                                                         |
|  | Boletus gertrudiae                                                      |
|  |                                                                         |

|  | Boletus separans   |
|  |                    |
|  | Boletus gertrudiae |
|  |                    |

|  | Strobilomyces sp.                                                             |
|  |                                                                               |
|  | \| \| Strobilomyces floccopus \| \| \| \| \| \| Strobilomyces sp. \| \| \| \| |
|  |                                                                               |
|  | Strobilomyces floccopus                                                       |
|  |                                                                               |
|  | Strobilomyces sp.                                                             |
|  |                                                                               |

|  | Strobilomyces floccopus |
|  |                         |
|  | Strobilomyces sp.       |
|  |                         |

|  | Spongiforma thailandica   |
|  |                           |
|  | Spongiforma squarepantsii |
|  |                           |

|  | Porphyrellus sordidus                                                                     |
|  |                                                                                           |
|  | \| \| Porphyrellus porphyrosporus \| \| \| \| \| \| Porphyrellus pseudoscaber \| \| \| \| |
|  |                                                                                           |
|  | Porphyrellus porphyrosporus                                                               |
|  |                                                                                           |
|  | Porphyrellus pseudoscaber                                                                 |
|  |                                                                                           |

|  | Porphyrellus porphyrosporus |
|  |                             |
|  | Porphyrellus pseudoscaber   |
|  |                             |

|  | Spongiforma thailandica   |
|  |                           |
|  | Spongiforma squarepantsii |
|  |                           |

|  | Porphyrellus sordidus                                                                     |
|  |                                                                                           |
|  | \| \| Porphyrellus porphyrosporus \| \| \| \| \| \| Porphyrellus pseudoscaber \| \| \| \| |
|  |                                                                                           |
|  | Porphyrellus porphyrosporus                                                               |
|  |                                                                                           |
|  | Porphyrellus pseudoscaber                                                                 |
|  |                                                                                           |

|  | Porphyrellus porphyrosporus |
|  |                             |
|  | Porphyrellus pseudoscaber   |
|  |                             |

|  | Strobilomyces sp.                                                             |
|  |                                                                               |
|  | \| \| Strobilomyces floccopus \| \| \| \| \| \| Strobilomyces sp. \| \| \| \| |
|  |                                                                               |
|  | Strobilomyces floccopus                                                       |
|  |                                                                               |
|  | Strobilomyces sp.                                                             |
|  |                                                                               |

|  | Strobilomyces floccopus |
|  |                         |
|  | Strobilomyces sp.       |
|  |                         |

|  | Spongiforma thailandica   |
|  |                           |
|  | Spongiforma squarepantsii |
|  |                           |

|  | Porphyrellus sordidus                                                                     |
|  |                                                                                           |
|  | \| \| Porphyrellus porphyrosporus \| \| \| \| \| \| Porphyrellus pseudoscaber \| \| \| \| |
|  |                                                                                           |
|  | Porphyrellus porphyrosporus                                                               |
|  |                                                                                           |
|  | Porphyrellus pseudoscaber                                                                 |
|  |                                                                                           |

|  | Porphyrellus porphyrosporus |
|  |                             |
|  | Porphyrellus pseudoscaber   |
|  |                             |

|  | Spongiforma thailandica   |
|  |                           |
|  | Spongiforma squarepantsii |
|  |                           |

|  | Porphyrellus sordidus                                                                     |
|  |                                                                                           |
|  | \| \| Porphyrellus porphyrosporus \| \| \| \| \| \| Porphyrellus pseudoscaber \| \| \| \| |
|  |                                                                                           |
|  | Porphyrellus porphyrosporus                                                               |
|  |                                                                                           |
|  | Porphyrellus pseudoscaber                                                                 |
|  |                                                                                           |

|  | Porphyrellus porphyrosporus |
|  |                             |
|  | Porphyrellus pseudoscaber   |
|  |                             |

A análise molecular das sequências de DNA da região do espaçador interno transcrito de S. thailandica mostrou que a espécie fazia parte da Boletineae, uma das várias linhagens de Boletales reconhecidas taxonomicamente no nível de subordem. A semelhança entre S. thailandica e S. squarepantsii foi confirmada com a análise molecular, que mostrou uma correspondência de 98% entre as sequências de DNA ribossômico de subunidade grande das duas espécies, um valor típico de muitas espécies do mesmo gênero de Boletaceae. Spongiforma é irmã (compartilha um ancestral comum) do gênero Porphyrellus; Spongiforma e Porphyrellus formam um clado que é irmão de Strobilomyces. Todos os três gêneros são membros da família Boletaceae.
As relações filogenéticas determinadas por técnicas moleculares não são consistentes com um esquema de classificação baseado em semelhanças na morfologia dos esporos. Diversos táxons de boletos foram propostos para acomodar espécies com esporos marrom-avermelhados a marrom-vináceos, finamente enrugados (rugulosos) a perfurados ou pontilhados; eles incluem Boletus subgênero Tylopilus, Tylopilus subgênero Porphyrellus, Austroboletus ou Porphyrellus. Austroboletus tristis e A. longipes, duas espécies do sudeste asiático, compartilham várias características de esporos com Spongiforma thailandica. Todas as três espécies têm esporos com superfícies rugosas, as vezes com perfurações minúsculas, e os esporos ficam roxos em hidróxido de potássio. Além disso, os poros das três espécies compartilham ornamentação de superfície semelhante, visível com microscopia eletrônica de varredura. Em contraste com a Spongiforma, entretanto, os esporos do Austroboletus não têm um poro apical. A análise genética mostra que a Spongiforma está mais intimamente ligada ao Porphyrellus de esporos lisos do que ao Austroboletus de esporos rugosos e pontilhados.

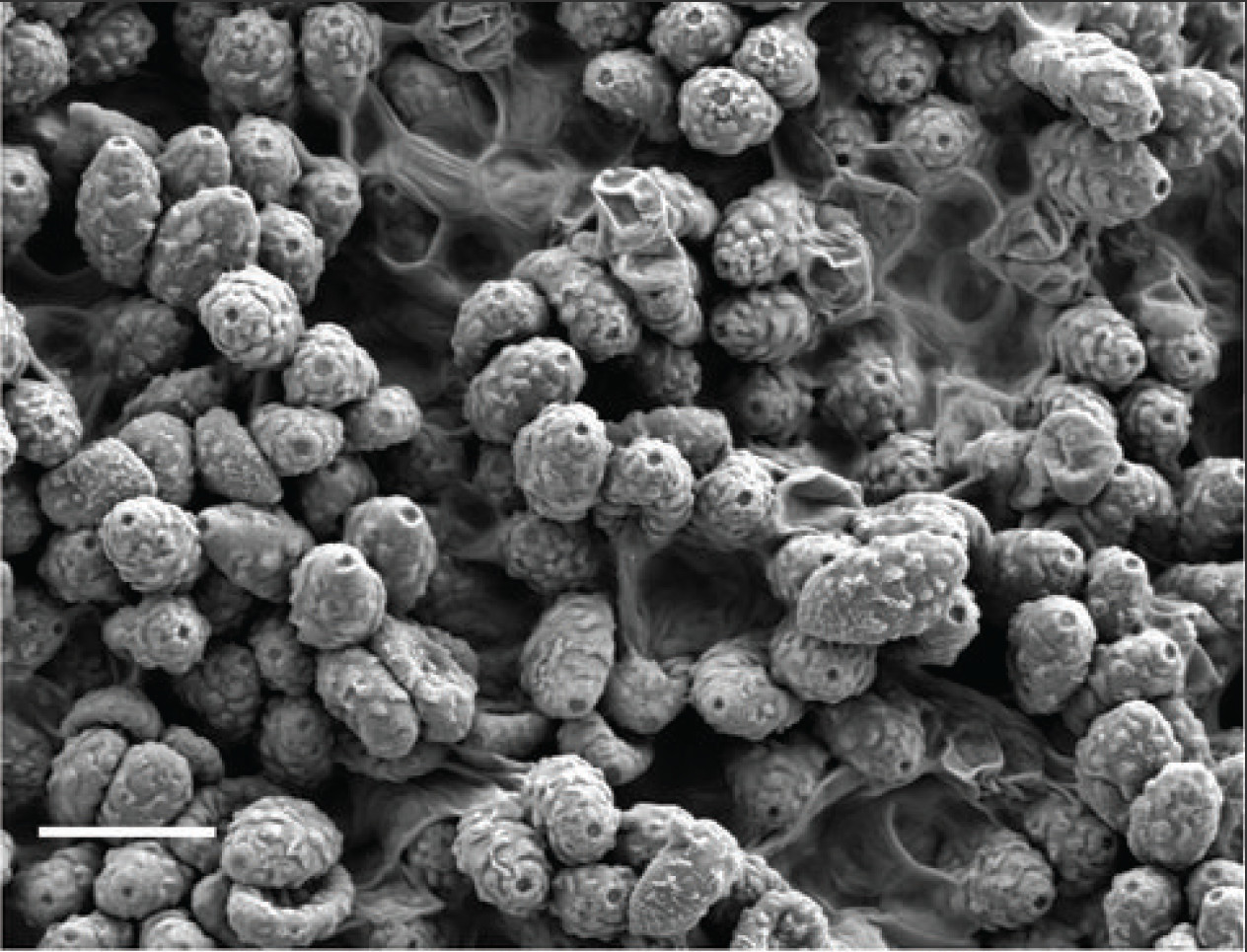
Esporos de S. squarepantsii; barra de escala = 10 μm

Relativamente poucos boletos têm um poro apical na extremidade distal de seus esporos. Os esporos lisos, marrom-avermelhados e escuros da Porphyrellus amylosporus são truncados com uma depressão de parede fina. Algumas espécies de Heimioporus têm esporos com poros apicais, mas as análises moleculares demonstram que o Heimioporus está apenas distantemente relacionado ao Spongiforma.
O Spongiforma também se assemelha às espécies Austroboletus e Porphyrellus na estrutura celular da pileipellis. O arranjo, conhecido como tricoderme, apresenta as hifas mais externas emergindo aproximadamente paralelas, como pelos, perpendiculares à superfície do basidioma. A tricoderme é composta por cadeias de células curtas, cilíndricas a um tanto moniliformes (parecidas com um cordão de contas) com células terminais (de extremidade) que são cilíndricas a em forma de taco. Esse arranjo celular é semelhante ao presente nas bordas estéreis dos tecidos que demarcam os lóculos em Spongiforma. De acordo com Desjardins e colegas, isso pode representar vestígios do que já foi a pileipellis ou o tecido peridial em um ancestral. Spongiforma é o único gênero de Boletales que forma basidiomas acima do solo que não têm perídio e têm muitos lóculos expostos revestidos com basídios que não descarregam esporos forçadamente.

## Ecologia, habitat e distribuição
Ambas as espécies de Spongiforma são conhecidas apenas de seus locais de coleta originais. A S. thailandica foi encontrada crescendo no solo em uma floresta antiga no Parque Nacional Khao Yai (província de Nakhon Nayok, Tailândia), a uma altitude de cerca de 750 metros. Acredita-se que o fungo cresça em uma associação micorrízica com Shorea henryana e Dipterocarpus gracilis, espécies consideradas ameaçadas e criticamente ameaçadas de extinção, respectivamente, pela União Internacional para a Conservação da Natureza. A Spongiforma squarepantsii foi coletada do solo onde estava crescendo solitariamente sob árvores Dipterocarpaceae indeterminadas no Lambir Hills National Park (Estado de Sarawak, Malásia), norte de Bornéu. Essa floresta tropical recebe cerca de 3.000 mm de chuva por ano, com temperaturas médias que variam de 24 a 32 °C.
As espécies de Spongiforma perderam a capacidade de ejetar seus esporos forçadamente e têm odores característicos, o que sugere que o fungo depende da atividade de animais para ajudar a dispersar os esporos. Como o habitat insular do gênero restringe o fluxo de genes e como as duas espécies conhecidas estão separadas geograficamente por uma distância considerável, os autores sugerem que outras áreas inexploradas e isoladas de florestas de Dipterocarpaceae entre a Tailândia e a Malásia podem conter outras espécies.